# Waterschap Grote Nete, Molse Nete en Grote Laak
Het Waterschap Grote Nete, Molse Nete en Grote Laak is een waterschap in Vlaanderen.

## Deelbekkens
Het waterschap bestaat uit drie deelbekkens:
- Molse Nete
- Bovenlopen Grote Nete
- Grote Laak

## Geografie
Het waterschap beslaat twee provincies namelijk de provincie Antwerpen en de provincie Limburg. Gemeentelijk gezien behoren in totaal twaalf gemeenten tot het waterschap, waarvan negen gedeeltelijk en drie (Balen, Meerhout en Leopoldsburg) volledig. De gemeenten per provincie zijn:
Provincie Antwerpen
- Balen
- Geel
- Laakdal
- Meerhout
- Mol

Provincie Limburg
- Beringen
- Ham
- Hechtel-Eksel
- Leopoldsburg
- Lommel
- Overpelt
- Tessenderlo

## Rivieren en waterlopen
Rivieren volledig of gedeeltelijk binnen dit waterschap zijn:
- Grote Nete
- Grote Laak
- Kleine Laak

Waterlopen volledig of gedeeltelijk binnen dit waterschap zijn:
- Asdonkbeek